# Adaptives Routing
Adaptives Routing beschreibt in der Netzwerktechnik die Fähigkeit von Routing-Algorithmen, selbstständig neue Routen zu finden, um beispielsweise ein beschädigtes, überlastetes oder fehlendes Netzwerkelement zu umgehen. Das Gegenstück ist statisches Routing, welches Verbindungen aufgrund von Schätzungen des zu erwartenden Datenaufkommens fest eingestellt. Ändern sich die Verhältnisse im Netzwerk zu einem späteren Zeitpunkt – etwa durch Ausfall oder Überlastung eines Verbindungselements – können diese Systeme nicht darauf reagieren.
Beim adaptiven Routing fließen zur Laufzeit Metriken in die Entscheidungsfindung ein. Dabei können verschiedene Metriken wie Länge, Sicherheit oder extrinsische Kosten berücksichtigt werden. Hinzu kommen Netzwerkeigenschaften wie Bandbreite, die Übertragungsverzögerung oder der Hop Count. Adaptives Routing wird in LANs hauptsächlich auf der Ebene der Router und Bridges implementiert. Ziel ist oft die Netzlast gleichmäßig zu verteilen, also auch unausgelastete Nebenstrecken in die Datenübertragung miteinzubeziehen.
Adaptives Routing erfordert im Vergleich zu statischem Routing aufgrund der selbständigen Informationsverarbeitung einen geringeren Verwaltungsaufwand. Hingegen funktioniert statisches Routing oft stabiler, unter anderem weil das Netz beim adaptiven Routing zusätzlich mit Routinginformationen belastet wird. In vielen Netzwerken kommt heute daher eine Mischstrategie zum Einsatz.
Folgende Netzwerkprotokolle unterstützen adaptives Routing auf OSI-Schicht 3:
- BGP4 (Border Gateway Protocol),
- IGRP/EIGRP (Interior Gateway Routing Protocol) / (Enhanced Interior Gateway Routing Protocol),
- IS-IS (Intermediate System to Intermediate System Protocol),
- LISP (Locator/Identifier Separation Protocol),
- OSPF (Open Shortest Path First),
- RIP (Routing Information Protocol).

Auf OSI-Schicht 2 ermöglichen Protokolle, wie G.8032 und 802.1D (Spanning Tree Protocol), die Nutzung alternativer Wege im Fehlerfall.

## Weblink
- Routing, Online-Ressource des Departments für Informatik, Universität Oldenburg